# Tour de Romandia 2012
El Tour de Romandia 2012 és la 66a edició del Tour de Romandia i es disputà entre el 24 i el 20 d'abril de 2012 per carreteres suïsses i franceses. Aquesta era la catorzena prova de l'UCI World Tour 2012.
El vencedor final de la cursa fou el britànic Bradley Wiggins (Team Sky) que s'imposà gràcies a la seva victòria en la darrera etapa, una contrarellotge individual per Crans-Montana. Wiggins també havia guanyat la primera etapa. Segon finalitzà l'estatunidenc Andrew Talansky (Garmin-Barracuda), mentre el portuguès Rui Costa (Movistar Team) acabà en tercera posició.
El rus Petr Ignatenko (Team Katusha) guanyà la classificació dels punts i de la muntanya, mentre l'estatunidenc Andrew Talansky (Garmin-Barracuda) revalidà la victòria en la classificació dels joves. El Team Sky dominà la classificació per equips.

## Equips
Als 18 equips ProTour cal afegir-hi dos equips convidats: el Saur-Sojasun i l'Team Europcar.
| Núm.  | Codi | Equip                   |
| ----- | ---- | ----------------------- |
| 1-8   | BMC  | BMC Racing Team         |
| 11-18 | OPQ  | Omega Pharma-Quick Step |
| 21-28 | LIQ  | Liquigas-Cannondale     |
| 31-38 | KAT  | Team Katusha            |
| 41-48 | AST  | Astana Qazaqstan Team   |
| 51-58 | GEC  | GreenEDGE               |
| 61-68 | SKY  | Team Sky                |
| 71-78 | RNT  | RadioShack-Nissan       |
| 81-88 | RAB  | Rabobank ProTeam        |
| 91-98 | EUS  | Euskaltel–Euskadi       |

| Núm.    | Codi | Equip            |
| ------- | ---- | ---------------- |
| 101-108 | LBT  | Lotto-Belisol    |
| 111-118 | MOV  | Movistar Team    |
| 121-128 | VCD  | Vacansoleil-DCM  |
| 131-138 | GRM  | Garmin-Barracuda |
| 141-148 | LAM  | Lampre-ISD       |
| 151-158 | ALM  | AG2R La Mondiale |
| 161-168 | FDJ  | FDJ-BigMat       |
| 171-178 | SBS  | Team Saxo Bank   |
| 181-188 | EUC  | Team Europcar    |
| 191-198 | SAU  | Saur-Sojasun     |

## Etapes
| Etapa    | Data       | Recorregut                    | Km    | Vencedor d'etapa        | Líder de la general     |
| -------- | ---------- | ----------------------------- | ----- | ----------------------- | ----------------------- |
| Pròleg   | 24 d'abril | Lausanne - Lausanne           | 3,34  | Geraint Thomas (GBR)    | Geraint Thomas (GBR)    |
| 1a etapa | 25 d'abril | Morges - La Chaux-de-Fonds    | 184,5 | Bradley Wiggins (GBR)   | Bradley Wiggins (GBR)   |
| 2a etapa | 25 d'abril | Montbéliard (FRA) - Moutier   | 149,1 | Jonathan Hivert (FRA)   | Bradley Wiggins (GBR)   |
| 3a etapa | 27 d'abril | La Neuveville - Charmey       | 157,6 | Luis León Sánchez (ESP) | Bradley Wiggins (GBR)   |
| 4a etapa | 28 d'abril | Bulle - Sion                  | 184,0 | Luis León Sánchez (ESP) | Luis León Sánchez (ESP) |
| 5a etapa | 29 d'abril | Crans-Montana - Crans-Montana | 16,5  | Bradley Wiggins (GBR)   | Bradley Wiggins (GBR)   |

### Pròleg

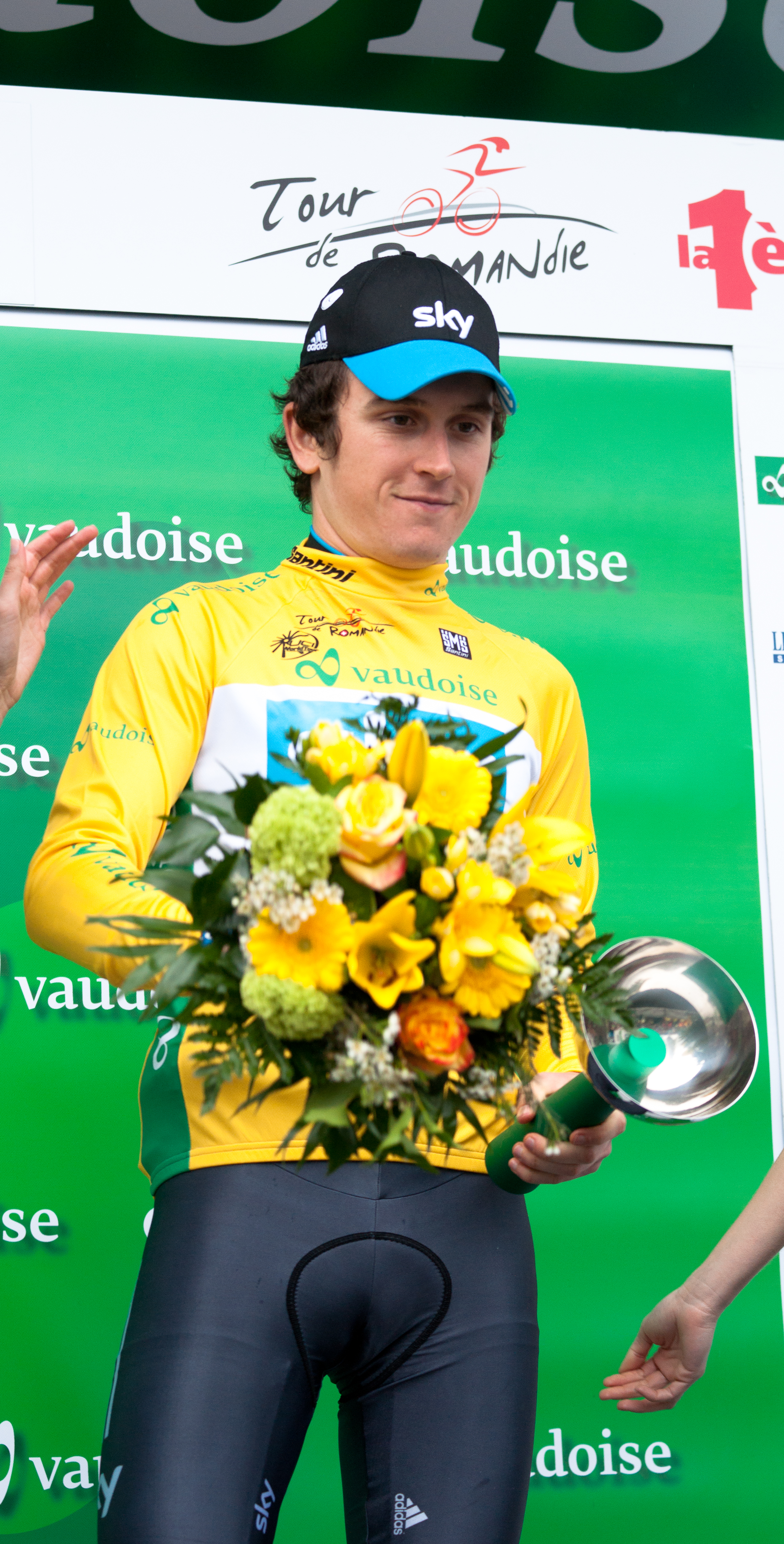
Geraint Thomas al Tour de Romandia 2012

24 d'abril de 2012. Lausana - Lausana. 3,34 km (CRI)
Pròleg de 3,34 km pels carrers de Lausana amb una lleugera tendència al descens.
Geraint Thomas (Team Sky) s'imposa per 5" sobre Giacomo Nizzolo (RadioShack-Nissan). Thomas es va beneficiar de trobar la carretera seca, ja que la pluja va fer acte de presència quan els favorits havien de sortir.
|    | Ciclista                 | Equip                   | Temps  |
| -- | ------------------------ | ----------------------- | ------ |
| 1  | Geraint Thomas (GBR)     | Team Sky                | 3' 29" |
| 2  | Giacomo Nizzolo (ITA)    | RadioShack-Nissan       | + 5"   |
| 3  | Mark Cavendish (GBR)     | Team Sky                | + 6"   |
| 4  | Michael Rogers (AUS)     | Team Sky                | + 6"   |
| 5  | Kristof Vandewalle (BEL) | Omega Pharma-Quick Step | + 6"   |
| 6  | Julien Vermote (BEL)     | Omega Pharma-Quick Step | + 8"   |
| 7  | Bauke Mollema (NED)      | Rabobank ProTeam        | + 8"   |
| 8  | Stef Clement (NED)       | Rabobank ProTeam        | + 8"   |
| 9  | Manuele Boaro (ITA)      | Team Saxo Bank          | + 9"   |
| 10 | Alex Rasmussen (DEN)     | Garmin-Barracuda        | + 9"   |

|    | Ciclista                 | Equip                   | Temps  |
| -- | ------------------------ | ----------------------- | ------ |
| 1  | Geraint Thomas (GBR)     | Team Sky                | 3' 29" |
| 2  | Giacomo Nizzolo (ITA)    | RadioShack-Nissan       | + 5"   |
| 3  | Mark Cavendish (GBR)     | Team Sky                | + 6"   |
| 4  | Michael Rogers (AUS)     | Team Sky                | + 6"   |
| 5  | Kristof Vandewalle (BEL) | Omega Pharma-Quick Step | + 6"   |
| 6  | Julien Vermote (BEL)     | Omega Pharma-Quick Step | + 8"   |
| 7  | Bauke Mollema (NED)      | Rabobank ProTeam        | + 8"   |
| 8  | Stef Clement (NED)       | Rabobank ProTeam        | + 8"   |
| 9  | Manuele Boaro (ITA)      | Team Saxo Bank          | + 9"   |
| 10 | Alex Rasmussen (DEN)     | Garmin-Barracuda        | + 9"   |

### Etapa 1
25 d'abril de 2012. Morges - La Chaux-de-Fonds. 184,5 km
Etapa plana en els primers quilòmetres, per a partir de Bôle (km. 66) iniciar un terreny més accidentat, amb el pas per tres ports puntuables, dos de segona categoria (km. 95,2 i 159,1) i un de tercera (km. 173,1), a sols 11 km de l'arribada.
Una escapada inicial formada per quatre corredors (Martin Kohler, Kenny Dehaes, Angelo Tulik i Jimmy Engoulvent) arribà a tenir més de cinc minuts, però fou neutralitzada en la segona de les ascensions del dia. Mentrestant els esprintadors anaven quedant relegats a les darreres posicions del gran grup per la forta acceleració que els ciclistes del Rabobank ProTeam i Team Sky estaven donant a la cursa. Alguns atacs en la darrera ascensió no van impedir una arribada a l'esprint, en què Bradley Wiggins (Team Sky) fou el més ràpid, alhora que aconseguia el liderat gràcies a les bonificacions.
|    | Ciclista                  | Equip                   | Temps      |
| -- | ------------------------- | ----------------------- | ---------- |
| 1  | Bradley Wiggins (GBR)     | Team Sky                | 4h 50' 23" |
| 2  | Lieuwe Westra (NED)       | Vacansoleil-DCM         | m. t.      |
| 3  | Paolo Tiralongo (ITA)     | Astana Qazaqstan Team   | m. t.      |
| 4  | Tejay van Garderen (EUA)  | BMC Racing Team         | m. t.      |
| 5  | Maciej Paterski (POL)     | Liquigas-Cannondale     | m. t.      |
| 6  | Vassil Kirienka (BLR)     | Movistar Team           | m. t.      |
| 7  | Serge Pauwels (BEL)       | Omega Pharma-Quick Step | m. t.      |
| 8  | Daniele Pietropolli (ITA) | Lampre-ISD              | m. t.      |
| 9  | Ryder Hesjedal (CAN)      | Garmin-Barracuda        | m. t.      |
| 10 | Pieter Weening (NED)      | GreenEDGE               | m. t.      |

|    | Ciclista              | Equip             | Temps      |
| -- | --------------------- | ----------------- | ---------- |
| 1  | Bradley Wiggins (GBR) | Team Sky          | 4h 53' 51" |
| 2  | Michael Rogers (AUS)  | Team Sky          | + 7"       |
| 3  | Bauke Mollema (NED)   | Rabobank ProTeam  | + 9"       |
| 4  | Stef Clement (NED)    | Rabobank ProTeam  | + 9"       |
| 5  | Andrew Talansky (EUA) | Garmin-Barracuda  | + 11"      |
| 6  | Wilco Kelderman (NED) | Rabobank ProTeam  | + 11"      |
| 7  | David Zabriskie (EUA) | Garmin-Barracuda  | + 12"      |
| 8  | Simon Špilak (SVN)    | Team Katusha      | + 12"      |
| 9  | Rubén Plaza (ESP)     | Movistar Team     | + 12"      |
| 10 | Tiago Machado (POR)   | RadioShack-Nissan | + 13"      |

### Etapa 2
26 d'abril de 2012. Montbéliard (França) - Moutier, 149,1 km
Nova etapa de mitja muntanya, amb tres ports puntuables, el primer de tercera categoria (km. 53,1) i els dos darrers de segona (km 84,2 i 120,9). Els darrers km tenen una lleugera tendència ascendent.
L'etapa està marcada per una llarga escapada protagonitzada per Christian Meier i Lars Bak, que no seran neutralitzats fins a la darrera de les dificultats muntanyoses del dia, La Caquerelle. Tot seguit foren Fabrice Jeandesboz i Peter Stetina els que provaren sort, però els homes del Team Sky i el GreenEDGE l'anul·laren i la victòria es disputà a l'esprint, sent el vencedor Jonathan Hivert.
|    | Ciclista                  | Equip                 | Temps      |
| -- | ------------------------- | --------------------- | ---------- |
| 1  | Jonathan Hivert (FRA)     | Saur-Sojasun          | 3h 48' 11" |
| 2  | Rui Costa (POR)           | Movistar Team         | m. t.      |
| 3  | Luis León Sánchez (ESP)   | Rabobank ProTeam      | m. t.      |
| 4  | Gianni Meersman (BEL)     | Lotto-Belisol         | m. t.      |
| 5  | Ryder Hesjedal (CAN)      | Garmin-Barracuda      | m. t.      |
| 6  | Giacomo Nizzolo (ITA)     | RadioShack-Nissan     | m. t.      |
| 7  | Daniele Pietropolli (ITA) | Lampre-ISD            | m. t.      |
| 8  | Eduard Vorgànov (RUS)     | Team Katusha          | m. t.      |
| 9  | Allan Davis (AUS)         | GreenEDGE             | m. t.      |
| 10 | Roman Kreuziger (CZE)     | Astana Qazaqstan Team | m. t.      |

|    | Ciclista                | Equip            | Temps      |
| -- | ----------------------- | ---------------- | ---------- |
| 1  | Bradley Wiggins (GBR)   | Team Sky         | 4h 53' 51" |
| 2  | Michael Rogers (AUS)    | Team Sky         | + 7"       |
| 3  | Bauke Mollema (NED)     | Rabobank ProTeam | + 9"       |
| 4  | Stef Clement (NED)      | Rabobank ProTeam | + 9"       |
| 5  | Andrew Talansky (EUA)   | Garmin-Barracuda | + 11"      |
| 6  | Luis León Sánchez (ESP) | Rabobank ProTeam | + 11"      |
| 7  | Wilco Kelderman (NED)   | Rabobank ProTeam | + 11"      |
| 8  | David Zabriskie (EUA)   | Garmin-Barracuda | + 12"      |
| 9  | Simon Špilak (SVN)      | Team Katusha     | + 12"      |
| 10 | Rubén Plaza (ESP)       | Movistar Team    | + 12"      |

### Etapa 3
27 d'abril de 2012. La Neuveville - Charmey, 157,9 km
De nou una etapa trencacames amb tres ports puntuables, dos de tercera i un de segona categoria. El darrer port es troba a 32 km de l'arribada. Els darrers 8 km són en pujada, tot i que no puntuable.
Un grup de cinc escapats va marcar l'etapa, però a manca de 17 km sols quedava Gatis Smukulis (Team Katusha) al capdavant. Finalment fou agafat a manca de 5 km, moment en què es succeïren els intents d'arribada en solitari, sobretot per part dels homes de l'Astana Qazaqstan Team. Amb tot els homes del Rabobank ProTeam controlaren la cursa i s'arribà a l'esprint, en què s'imposà Luis León Sánchez.
|    | Ciclista                 | Equip                 | Temps      |
| -- | ------------------------ | --------------------- | ---------- |
| 1  | Luis León Sánchez (ESP)  | Rabobank ProTeam      | 3h 58' 29" |
| 2  | Gianni Meersman (BEL)    | Lotto-Belisol         | m. t.      |
| 3  | Paolo Tiralongo (ITA)    | Astana Qazaqstan Team | m. t.      |
| 4  | Andrew Talansky (EUA)    | Garmin-Barracuda      | m. t.      |
| 5  | Bauke Mollema (NED)      | Rabobank ProTeam      | m. t.      |
| 6  | Rinaldo Nocentini (ITA)  | AG2R La Mondiale      | m. t.      |
| 7  | Maciej Paterski (POL)    | Liquigas-Cannondale   | m. t.      |
| 8  | Giampaolo Caruso (ITA)   | Team Katusha          | m. t.      |
| 9  | Gorka Verdugo (ESP)      | Euskaltel–Euskadi     | m. t.      |
| 10 | Fabrice Jeandesboz (FRA) | Saur-Sojasun          | m. t.      |

|    | Ciclista                | Equip            | Temps       |
| -- | ----------------------- | ---------------- | ----------- |
| 1  | Bradley Wiggins (GBR)   | Team Sky         | 12h 40' 31" |
| 2  | Luis León Sánchez (ESP) | Rabobank ProTeam | + 1"        |
| 3  | Michael Rogers (AUS)    | Team Sky         | + 7"        |
| 4  | Bauke Mollema (NED)     | Rabobank ProTeam | + 9"        |
| 5  | Stef Clement (NED)      | Rabobank ProTeam | + 9"        |
| 6  | Andrew Talansky (EUA)   | Garmin-Barracuda | + 11"       |
| 7  | Wilco Kelderman (NED)   | Rabobank ProTeam | + 11"       |
| 8  | David Zabriskie (EUA)   | Garmin-Barracuda | + 12"       |
| 9  | Simon Špilak (SVN)      | Team Katusha     | + 12"       |
| 10 | Rubén Plaza (ESP)       | Movistar Team    | + 12"       |

### Etapa 4
28 d'abril de 2012. Bulle - Sion, 184,0 km
Etapa reina de la present edició, amb tres ports de primera i un de segona categoria. En els darrers 60 km els ciclistes hauran de superar tres d'aquests ports de manera consecutiva, el darrer d'ells a sols 24 km per a l'arribada.
En l'ascens al darrer port del dia es neutralitza l'escapada del dia, formant-se un grup d'una trentena d'unitats, amb els principals favorits de la general, que es jugarà la victòria a l'esprint. El vencedor és, per segon dia consecutiu, Luis León Sánchez, el qual es col·loca líder gràcies a les bonificacions.
|    | Ciclista                 | Equip                 | Temps      |
| -- | ------------------------ | --------------------- | ---------- |
| 1  | Luis León Sánchez (ESP)  | Rabobank ProTeam      | 4h 56' 13" |
| 2  | Rinaldo Nocentini (ITA)  | AG2R La Mondiale      | m. t.      |
| 3  | Branislau Samòilau (BLR) | Movistar Team         | m. t.      |
| 4  | Gorka Verdugo (ESP)      | Euskaltel–Euskadi     | m. t.      |
| 5  | Paolo Tiralongo (ITA)    | Astana Qazaqstan Team | m. t.      |
| 6  | Pierre Rolland (FRA)     | Team Europcar         | m. t.      |
| 7  | Andreas Klöden (GER)     | RadioShack-Nissan     | m. t.      |
| 8  | Cadel Evans (AUS)        | BMC Racing Team       | m. t.      |
| 9  | Roman Kreuziger (CZE)    | Astana Qazaqstan Team | m. t.      |
| 10 | Fabrice Jeandesboz (FRA) | Saur-Sojasun          | m. t.      |

|    | Ciclista                | Equip             | Temps       |
| -- | ----------------------- | ----------------- | ----------- |
| 1  | Luis León Sánchez (ESP) | Rabobank ProTeam  | 17h 36' 35" |
| 2  | Bradley Wiggins (GBR)   | Team Sky          | + 9"        |
| 3  | Michael Rogers (AUS)    | Team Sky          | + 16"       |
| 4  | Bauke Mollema (NED)     | Rabobank ProTeam  | + 18"       |
| 5  | Stef Clement (NED)      | Rabobank ProTeam  | + 18"       |
| 6  | Andrew Talansky (EUA)   | Garmin-Barracuda  | + 20"       |
| 7  | Wilco Kelderman (NED)   | Rabobank ProTeam  | + 20"       |
| 8  | Simon Špilak (SVN)      | Team Katusha      | + 21"       |
| 9  | Rui Costa (POR)         | Movistar Team     | + 22"       |
| 10 | Tiago Machado (POR)     | RadioShack-Nissan | + 22"       |

### Etapa 5
29 d'abril de 2012. Crans-Montana - Crans-Montana, 16,24 km (CRI)
Darrera etapa de la present edició, amb una Contrarellotge individual pels voltants de Crans-Montana que té la dificultat d'haver de superar un port de primera categoria al quilòmetre 8.
Bradley Wiggins s'imposà en l'etapa i en la classificació general de la present edició del Tour de Romandia. Tot i alguns problemes mecànics, superà en la meta a Andrew Talansky per 1". El fins aleshores líder Luis León Sánchez perdé 1' 23" en l'arribada i tota possibilitat a mantenir el liderat.
|    | Ciclista              | Equip                 | Temps   |
| -- | --------------------- | --------------------- | ------- |
| 1  | Bradley Wiggins (GBR) | Team Sky              | 28' 56" |
| 2  | Andrew Talansky (EUA) | Garmin-Barracuda      | + 1"    |
| 3  | Richie Porte (AUS)    | Team Sky              | + 17"   |
| 4  | Rui Costa (POR)       | Movistar Team         | + 23"   |
| 5  | Roman Kreuziger (CZE) | Astana Qazaqstan Team | + 40"   |
| 6  | Sylwester Szmyd (POL) | Liquigas-Cannondale   | + 42"   |
| 7  | Michael Rogers (AUS)  | Team Sky              | + 43"   |
| 8  | Thibaut Pinot (FRA)   | FDJ-BigMat            | + 52"   |
| 9  | Thomas de Gendt (BEL) | Vacansoleil-DCM       | + 54"   |
| 10 | Janez Brajkovič (SVN) | Astana Qazaqstan Team | + 55"   |

|    | Ciclista                | Equip                 | Temps       |
| -- | ----------------------- | --------------------- | ----------- |
| 1  | Bradley Wiggins (GBR)   | Team Sky              | 18h 05' 40" |
| 2  | Andrew Talansky (EUA)   | Garmin-Barracuda      | + 12"       |
| 3  | Rui Costa (POR)         | Movistar Team         | + 36"       |
| 4  | Richie Porte (AUS)      | Team Sky              | + 45"       |
| 5  | Michael Rogers (AUS)    | Team Sky              | + 50"       |
| 6  | Roman Kreuziger (CZE)   | Astana Qazaqstan Team | + 59"       |
| 7  | Sylwester Szmyd (POL)   | Liquigas-Cannondale   | + 1' 03"    |
| 8  | Simon Špilak (SVN)      | Team Katusha          | + 1' 13"    |
| 9  | Janez Brajkovič (SVN)   | Astana Qazaqstan Team | + 1' 14"    |
| 10 | Luis León Sánchez (ESP) | Rabobank ProTeam      | + 1' 15"    |

## Classificacions finals

### Classificació general
|    | Ciclista                | Equip                 | Temps       |
| -- | ----------------------- | --------------------- | ----------- |
| 1  | Bradley Wiggins (GBR)   | Team Sky              | 18h 05' 40" |
| 2  | Andrew Talansky (EUA)   | Garmin-Barracuda      | + 12"       |
| 3  | Rui Costa (POR)         | Movistar Team         | + 36"       |
| 4  | Richie Porte (AUS)      | Team Sky              | + 45"       |
| 5  | Michael Rogers (AUS)    | Team Sky              | + 50"       |
| 6  | Roman Kreuziger (CZE)   | Astana Qazaqstan Team | + 59"       |
| 7  | Sylwester Szmyd (POL)   | Liquigas-Cannondale   | + 1' 03"    |
| 8  | Simon Špilak (SVN)      | Team Katusha          | + 1' 13"    |
| 9  | Janez Brajkovič (SVN)   | Astana Qazaqstan Team | + 1' 14"    |
| 10 | Luis León Sánchez (ESP) | Rabobank ProTeam      | + 1' 15"    |

### Classificacions secundàries
|   | Ciclista             | Equip           | Punts |
| - | -------------------- | --------------- | ----- |
| 1 | Petr Ignatenko (RUS) | Team Katusha    | 24    |
| 2 | Lars Bak (DEN)       | Lotto-Belisol   | 21    |
| 3 | Johann Tschopp (SUI) | BMC Racing Team | 20    |

|   | Ciclista             | Equip            | Punts |
| - | -------------------- | ---------------- | ----- |
| 1 | Petr Ignatenko (RUS) | Team Katusha     | 12    |
| 2 | Gatis Smukulis (LAT) | Team Katusha     | 12    |
| 3 | Stef Clement (NED)   | Rabobank ProTeam | 7     |

|   | Ciclista              | Equip            | Temps       |
| - | --------------------- | ---------------- | ----------- |
| 1 | Andrew Talansky (EUA) | Garmin-Barracuda | 18h 05' 52" |
| 2 | Thibaut Pinot (FRA)   | FDJ-BigMat       | + 1' 09"    |
| 3 | Wilco Kelderman (NED) | Rabobank ProTeam | + 1' 57"    |

|   | Equip                 | País       | Temps       |
| - | --------------------- | ---------- | ----------- |
| 1 | Team Sky              | Regne Unit | 54h 18' 26" |
| 2 | Astana Qazaqstan Team | Kazakhstan | + 2' 16"    |
| 3 | Movistar Team         | Espanya    | + 2' 56"    |

### UCI World Tour
El Tour de Romandia atorga punts per l'UCI World Tour 2012 sols als ciclistes dels equips de categoria ProTeam.
| Posició               | 1r  | 2n | 3r | 4t | 5è | 6è | 7è | 8è | 9è | 10è |
| Classificació general | 100 | 80 | 70 | 60 | 50 | 40 | 30 | 20 | 10 | 4   |
| Per etapa             | 6   | 4  | 2  | 1  | 1  |    |    |    |    |     |

| #  | Ciclista                   | Equip                 | Punts |
| -- | -------------------------- | --------------------- | ----- |
| 1  | Bradley Wiggins            | Team Sky              | 112   |
| 2  | Andrew Talansky            | Garmin-Barracuda      | 85    |
| 3  | Rui Alberto Faria da Costa | Movistar Team         | 75    |
| 4  | Richie Porte               | Team Sky              | 62    |
| 5  | Michael Rogers             | Team Sky              | 51    |
| 6  | Roman Kreuziger            | Astana Qazaqstan Team | 41    |
| 7  | Sylwester Szmyd            | Liquigas-Cannondale   | 30    |
| 8  | Simon Špilak               | Team Katusha          | 20    |
| 9  | Luis León Sánchez          | Rabobank ProTeam      | 18    |
| 10 | Janez Brajkovič            | Astana Qazaqstan Team | 10    |

| Classificats de l'11 al 24 | Classificats de l'11 al 24 | Classificats de l'11 al 24 | Classificats de l'11 al 24 |
| -------------------------- | -------------------------- | -------------------------- | -------------------------- |
| 11                         | Geraint Thomas             | Team Sky                   | 6                          |
| 12                         | Gianni Meersman            | Lotto-Belisol              | 5                          |
| 12                         | Paolo Tiralongo            | Astana Qazaqstan Team      | 5                          |
| 14                         | Giacomo Nizzolo            | RadioShack-Nissan          | 4                          |
| 14                         | Rinaldo Nocentini          | AG2R La Mondiale           | 4                          |
| 14                         | Lieuwe Westra              | Vacansoleil-DCM            | 4                          |
| 17                         | Mark Cavendish             | Team Sky                   | 2                          |
| 17                         | Branislau Samòilau         | Movistar Team              | 2                          |
| 19                         | Ryder Hesjedal             | Garmin-Barracuda           | 1                          |
| 19                         | Bauke Mollema              | Rabobank ProTeam           | 1                          |
| 19                         | Maciej Paterski            | Liquigas-Cannondale        | 1                          |
| 19                         | Tejay van Garderen         | BMC Racing Team            | 1                          |
| 19                         | Kristof Vandewalle         | Omega Pharma-Quick Step    | 1                          |
| 19                         | Gorka Verdugo              | Euskaltel–Euskadi          | 1                          |

## Evolució de les classificacions
| Etapa (Vencedor)             | Classificació general | Classificació dels esprints | Classificació de la muntanya | Classificació dels joves | Classificació per equips |
| ---------------------------- | --------------------- | --------------------------- | ---------------------------- | ------------------------ | ------------------------ |
| Pròleg (Geraint Thomas)      | Geraint Thomas        | No concedit                 | No concedit                  | Giacomo Nizzolo          | Team Sky                 |
| 1a etapa (Bradley Wiggins)   | Bradley Wiggins       | Stef Clement                | Fabrice Jeandesboz           | Andrew Talansky          | Team Sky                 |
| 2a etapa (Jonathan Hivert)   | Bradley Wiggins       | Stef Clement                | Lars Bak                     | Andrew Talansky          | Team Sky                 |
| 3a etapa (Luis León Sánchez) | Bradley Wiggins       | Gatis Smukulis              | Lars Bak                     | Andrew Talansky          | Team Sky                 |
| 4a etapa (Luis León Sánchez) | Luis León Sánchez     | Petr Ignatenko              | Petr Ignatenko               | Andrew Talansky          | Team Sky                 |
| 5a etapa (Bradley Wiggins)   | Bradley Wiggins       | Petr Ignatenko              | Petr Ignatenko               | Andrew Talansky          | Team Sky                 |
| Classificació final          | Bradley Wiggins       | Petr Ignatenko              | Petr Ignatenko               | Andrew Talansky          | Team Sky                 |